# Tsolli (Haanja)
Tsolli – wieś w Estonii, w prowincji Võru, w gminie Haanja.